# Jordanoleiopus annae
Espèce
Jordanoleiopus annae est une espèce de Coléoptères de la famille des Cerambycidae.

## Répartition
Jordanoleiopus annae est endémique du Sud d'Oman (gouvernorat du Dhofar). 

## Description
Le corps des mâles a une longueur de 3,8 à 4,5 mm et une largeur de 1,2-1,5 mm. Celui des femelles fait 3,9 à 5,1 mm de longueur et 1,4 à 1,9 mm de largeur.

## Biologie
Selon Michal Hoskovec (d) et al. (2023) les imagos étaient liées à Croton sp. La plupart des spécimens ont été collectés manuellement la nuit sur des rameaux de Jatropha dhofarica Radcl.-Sm., mais plusieurs coléoptères ont été attirés par la lumière. Les imagos ont été récoltés sur des branches mortes et sèches.

## Classification
Le nom valide complet (avec auteur) de ce taxon est Jordanoleiopus annae Lazarev & Skrylnyk, 2023,.
L'espèce Jordanoleiopus annae a pour synonyme Jordanoleiopus (Polymistoleiopus) annae Lazarev & Skrylnyk, 2023.

## Étymologie
Son épithète spécifique, annae, lui a été donnée en l'honneur d'Anna Volodymyrivna Lazebna, la nièce de Youri Skrylnik (d).

## Publication originale
- (en) M.A. Lazarev & Skrylnyk, Y.E., « A new species of the genus Jordanoleiopus Lepesme & Breuning, 1955 (Coleoptera, Cerambycidae) from Oman », Humanity space. International almanac, Russie, vol. 12, no 2,‎ 2023, p. 137-147 (ISSN 2226-0773, DOI 10.24412/2226-0773-2023-12-2-137-147, lire en ligne, consulté le 5 juin 2024).